# Yoshihiro Togashi
Pour les articles homonymes, voir Togashi.
冨樫 義博
Œuvres principales
Première œuvre : Tonda Birthday Present (1987)
Autres ouvrages :
- Ōkami nante kowakunai!! (1989)
- Yū Yū Hakusho (1990–1994)
- Level E (1995–1997)
- Hunter × Hunter (1998–)

Yoshihiro Togashi (冨樫 義博, Togashi Yoshihiro) est un mangaka japonais né le 27 avril 1966 à Shinjō, préfecture de Yamagata. Il est principalement connu pour les mangas Yū Yū Hakusho (1990-1994) et Hunter × Hunter (depuis 1998). Il est marié à Naoko Takeuchi, créatrice de Sailor Moon.

## Biographie

### Carrière
En 1987, alors qu'il n'a que 21 ans, il remporte le 34e prix Tezuka avec Buttobi Straight. Après quoi, il intègre le magazine Weekly Shōnen Jump et publie son premier manga, Tonda Birthday Present, en 1988. Pendant deux ans, il dessine plusieurs histoires courtes publiées en 1989 dans Ōkami nante kowakunai!! puis il crée une série en quatre tomes, Tende shōwaru kyūpiddo, entre 1989 et 1990.
En 1990, il commence sa première longue série, Yū Yū Hakusho, qui sera son premier véritable succès et se verra même adapté en anime. La série se termine en 1994 au bout de 19 volumes et le prix Shōgakukan dans la catégorie Shōnen. Togashi commence une nouvelle série, Level E, six mois plus tard. Cette série de trois volumes a la particularité d'être entièrement conçue par Togashi, sans l'aide d'assistants. Elle est adaptée en série d'animation en 2011 par les studios Pierrot et David Production.
En 1998, il revient avec une nouvelle série, Hunter × Hunter, qui connait très vite un immense succès autant au Japon qu'à l'étranger et devient une référence du genre shōnen. Cette série connaît une première adaptation en série d'animation par Nippon Animation entre 1999 et 2001, suivi par plusieurs séries d'OAV. Une seconde série télévisée par Madhouse a été diffusée entre 2011 et 2014, et deux films d'animation ont également été produits. À partir de 2006, le rythme de parution de la série est devenu fluctuant. En 2018, la série compte trente-six volumes reliés.
En mai 2022, il crée un compte Twitter pour faire part de son travail sur le manga. Il devient rapidement l'un des mangakas les plus suivis sur le réseau social,,. En juillet 2022, à l'occasion de l'annonce de la future exposition Yoshihiro Togashi -PUZZLE- à Tokyo, il fait part des problèmes de santé, notamment au dos et aux hanches depuis deux ans, affectant sa vie quotidienne et son travail.

### Vie personnelle
Il se marie le 6 janvier 1999 avec Naoko Takeuchi, mangaka connue notamment pour son œuvre Sailor Moon. Il a mentionné ce mariage dans le 5e tome de Hunter × Hunter. Il annonce la naissance de son premier fils dans le tome 11, puis de son second enfant dans le tome 27.

## Œuvres principales
- 1989 : Ōkami nante kowakunai!! (1 tome, recueil d'histoires courtes)
- 1989-1990 : Tende shōwaru kyūpiddo (4 tomes)
- 1990-1994 : Yū Yū Hakusho (19 tomes)
- 1995-1997 : Level E (3 tomes)
- depuis 1998 : Hunter × Hunter (38 tomes actuellement)